# جيف بوس
جيف بوس (بالإنجليزية: Geoff Boss)‏ هو سائق سيارة سباق ومهندس أمريكي، ولد في 26 أبريل 1969.

## وصلات خارجية
- جيف بوس على موقع DriverDB.com (الإنجليزية)